# بروق
السريش، الغري، أشراس أو البَرْوَق أو البَرْوَاق أو العيصلان أو الخُنْثَى أو بروق خنثى جنس نباتي ينتمي إلى الفصيلة البروقية ويضم حوالي 15 نوعاً من النباتات معظمها معمرة.

## الموئل والانتشار
الموئل الأصلي لأنواع هذا الجنس مناطق الوطن العربي المتوسطية وغرب أوروبا ووسطها وجنوبها، وبعضها الآن منتشر في كل أنحاء العالم.

## من أنواعهالواطنةفيالوطن العربي
- البروق الأبيض (باللاتينية: Asphodelus albus) في المغرب العربي وإسبانيا وفرنسا والبلقان

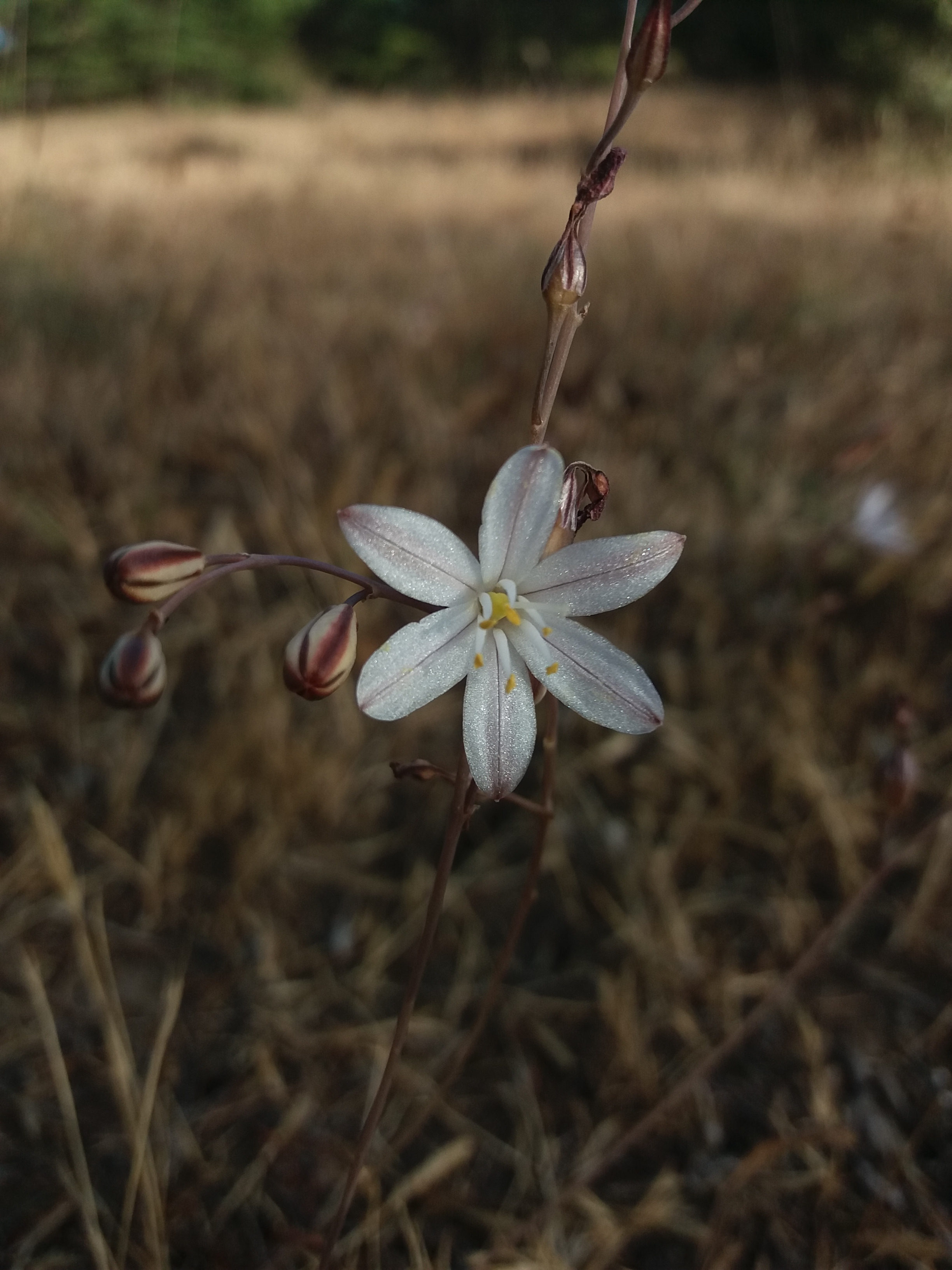
زهرة من ٲحد ٲنواع نبتة البروق في قمة المسيد ٲعلى جبل بولاية سوق أهراس- الجزائر

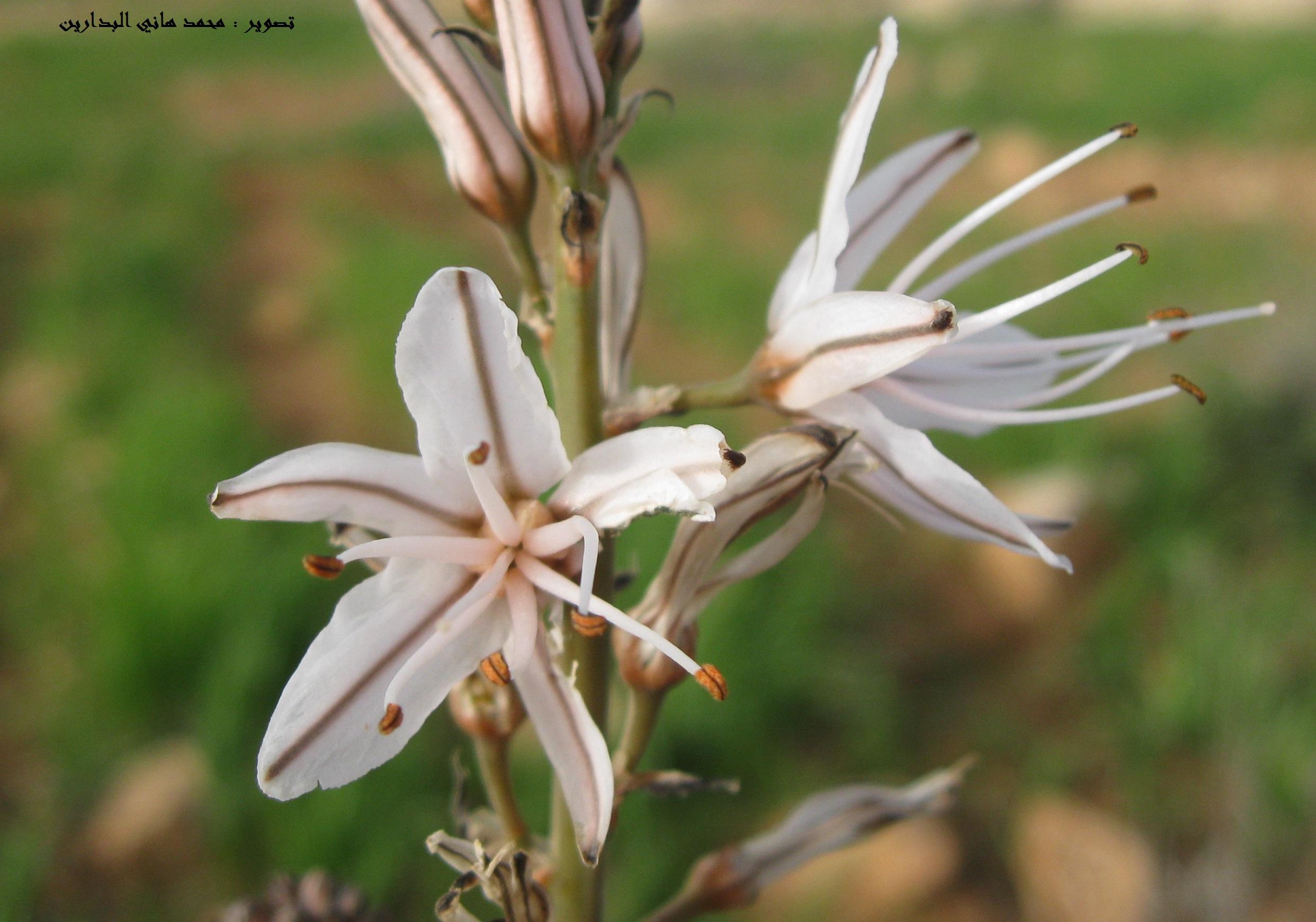
أزهار أحد أنواع البروق في السموع (محافظة الخليل)

- البروق الأجوف (باللاتينية: Asphodelus fistulosus) في بلاد الشام ومصر والمغرب العربي وحوض المتوسط عموما
- البروق الصيفي (باللاتينية: Asphodelus aestivus) في بلاد الشام وبعض مناطق حوض البحر الأبيض المتوسط (وخاصة إسبانيا والبرتغال)
- البروق عديم الساق (باللاتينية: Asphodelus acaulis) في المغرب العربي
- البروق كبير الثمار (باللاتينية: Asphodelus macrocarpus) في المغرب العربي وجنوب أوروبا
- البروق الكرزي (باللاتينية: Asphodelus cerasiferus) في المغرب العربي وإسبانيا وفرنسا وسردينيا وكورسيكا
- البروق المتفرع (باللاتينية: Asphodelus ramosus) في مناطق الوطن العربي المتوسطية وبقية مناطق حوض البحر الأبيض المتوسط
- البروق المنكسر (باللاتينية: Asphodelus refractus) في مناطق الوطن العربي المتوسطية
- البروق نحيف الأوراق (باللاتينية: Asphodelus tenuifolius) في مناطق الوطن العربي المتوسطية وقبرص واليونان وإيطاليا والقوقاز
- البروق الناعم (باللاتينية: Asphodelus gracilis) في المغرب العربي
- البروق الندي (باللاتينية: Asphodelus viscidulus) في مناطق الوطن العربي المتوسطية
- البروق الوردي (باللاتينية: Asphodelus roseus) في المغرب العربي وإسبانيا

## من أنواعه الأخرى
- البروق الأيبيري (باللاتينية: Asphodelus bento-rainhae) في إسبانيا والبرتغال
- البروق البرتغالي (باللاتينية: Asphodelus lusitanicus) في إسبانيا والبرتغال
- البروق الظلي (باللاتينية: Asphodelus serotinus) في إسبانيا والبرتغال